# Erzbistum Khartum

Bistümer in Sudan und Südsudan; Nr. 2 ist das Erzbistum Khartum

Das römisch-katholische Erzbistum Khartum (lat.: Archidioecesis Khartumensis) erstreckt sich über den gesamten Norden und Osten Sudans.
Die Kirchenprovinz des Erzbistums Khartum umfasst insgesamt alle Gebiete Sudans, bis auf den Süden. Dieser bildet die Kirchenprovinz des Erzbistums Dschuba mit mehreren Suffraganbistümern, da dort wesentlich mehr katholische Christen leben.

## Geschichte

### Einrichtung und Entwicklung
Am 3. April 1846 gründete Papst Gregor XVI. aus dem Apostolischen Vikariat Ägypten und Arabien heraus das Apostolische Vikariat von Zentralafrika mit Sitz in Khartum, welches mit den Vikariaten und Präfekturen in Tripolis, Ägypten, Abyssinia und Senegambia die doppelte Größe von Europa hatte.
Von 1862 bis 1872 gehörten die Gebiete des heutigen Sudans zum Apostolischen Vikariat Ägypten. Am 27. September 1880 gab das Apostolische Vikariat Zentralafrika Teile seines Territoriums zur Gründung des Apostolischen Vikariates Tanganjika ab. Im gleichen Jahr gab es auch Teile seines Territoriums an das neuerrichtete Apostolischen Vikariat Nyanza ab.
Am 30. Mai 1913 wurde das Vikariat in das Apostolische Vikariat Khartum umbenannt und am 12. Dezember 1974 zur selbstständigen Erzdiözese erhoben.

### Pastoralbesuch von Johannes Paul II.
Von 3.–10. Februar 1993 unternahm Johannes Paul II. seine 57. Pastoralreise.
Neben den Stationen in Benin und Uganda besuchte er auch Khartum.

## Bischöfe
- Annetto Casolani (3. April 1846–1847)
- St. Daniele Comboni MCCI (1872–10. Oktober 1881)
- Francesco Sogaro (4. Oktober 1882–1895)
- Antonio Maria Roveggio MCCI (8. Februar 1895–1902)
- Franz Xaver Geyer MCCI (6. August 1903–1922)
- Paolo Tranquillo Silvestri MCCI (29. Oktober 1924–1929)
- Francesco Saverio Bini MCCI (20. November 1930–1952)
- Agostino Baroni MCCI (29. Juni 1953–10. Oktober 1981)
- Gabriel Kardinal Zubeir Wako (10. Oktober 1981–10. Dezember 2016)
- Michael Didi Adgum Mangoria (seit 10. Dezember 2016)

## Kirchen und Institutionen
Die St. Matthäus-Kathedrale in der sudanesischen Hauptstadt Khartum ist die Bischofskirche. Neben der Kathedrale bestehen in Khartum die Kirchen St. Josef und St. Peter und Paul.
Des Weiteren ist Khartum Sitz des Apostolischen Nuntius und der sudanesischen Bischofskonferenz.